# Martinček
Martinček (allemand : Sankt Martin bei Rosenberg, hongrois : Szentmárton) est un village de Slovaquie situé dans la région de Žilina.

## Histoire
La première mention écrite du village date de 1250.

## Démographie

### Évolution de la population
| Année:               | 1994. | 2004.   | 2014.   | 2024.    |
| -------------------- | ----- | ------- | ------- | -------- |
| Nombre de personnes: | 386   | 383     | 416     | 466      |
| Différence:          |       | -0,77 % | +8,61 % | +12,01 % |

| Année:               | 2023. | 2024.   |
| -------------------- | ----- | ------- |
| Nombre de personnes: | 449   | 466     |
| Différence:          |       | +3,78 % |